# Parnassius
Genre
Parnassius est un genre de lépidoptères (papillons) appartenant à la famille des Papilionidae et à la sous-famille des Parnassiinae. Ses espèces sont appelées les Apollons, en référence au dieu grec éponyme. Elles sont originaires des régions circumpolaires et surtout montagneuses (Alpes, Himalaya, etc.) de l'hémisphère nord. Elles sont assez variables en forme et en coloration. Elles montrent une adaptation à la vie en altitude appelée mélanisme d'altitude avec des colorations plus foncées du corps et de la base des ailes qui permettent un réchauffement rapide de l'animal au soleil.
Aucune espèce ne présente de queues sur les ailes, par contre les chenilles possèdent un osmeterium comme les autres membres de la famille des Papilionidae. À la différence de la plupart de papillons, la chrysalide des apollons est abritée dans un cocon soyeux.

## Phylogénèse
La division la plus ancienne a séparé le genre Parnassius dont les chenilles utilisent des Crassulaceae  (exceptionnellement des Saxifragaceae) des autres lignées.

## Liste des espèces
Bien que ce genre soit bien connu, le nombre exact d'espèces reste discuté et varie de 38 (UNEP-WCMC, 2006) à 47 (Weiss 1991).
Selon[réf. souhaitée] :
- Parnassius acco Gray, 1852.
- Parnassius acdestis Grum-Grshimailo, 1891.
- Parnassius actius (Eversmann, 1843).
- Parnassius apollo (Linnaeus, 1758) – Apollon.
- Parnassius apollonius (Eversmann, 1804).
- Parnassius arcticus (Eisner, 1968).
- Parnassius ariadne (Lederer, 1853).
- Parnassius autocrator Avinoff, 1913.
- Parnassius behrii Edwards, 1870.
- Parnassius boedromius Püngeler, 1901.
- Parnassius bremeri Bremer, 1864.
- Parnassius cardinal Grum-Grshimailo, 1887.
- Parnassius cephalus Grum-Grshimailo, 1892.
- Parnassius charltonius Gray, 1852.
- Parnassius choui Huang et Shi, 1994.
- Parnassius clodius Ménétriés, 1855.
- Parnassius delphius Eversmann, 1843.
- Parnassius epaphus Oberthür, 1879.
- Parnassius eversmanni Ménétriés, 1850.
- Parnassius felderi Bremer, 1861.
- Parnassius glacialis Butler, 1866.
- Parnassius hannyngtoni ou Parnassius hunnyngtoni Avinoff, 1916.
- Parnassius hardwickii Gray, 1831.
- Parnassius hide Koiwaya, 1987.
- Parnassius honrathi Staudinger, 1882.
- Parnassius imperator Oberthür, 1883.
- Parnassius inopinatus Kotzsch, 1940.
- Parnassius jacquemontii Boisduval, 1836.
- Parnassius kiritshenkoi Avinov, 1910.
- Parnassius loxias Püngeler, 1910.
- Parnassius maharaja Avinoff, 1913.
- Parnassius maximinus Staudinger, 1891.
- Parnassius mnemosyne (Linnaeus, 1758) – Semi-Apollon.
- Parnassius nomion Fischer de Waldheim, 1823.
- Parnassius nordmanni Ménétriés, 1850.
- Parnassius orleans Oberthür, 1890.
- Parnassius patricius Niepelt, 1911.
- Parnassius phoebus Fabricius, 1793 — Petit Apollon.
- Parnassius simo Gray, 1853.
- Parnassius simonius Staudinger, 1889.
- Parnassius smintheus Doubleday, 1847.
- Parnassius staudingeri A. Bang-Haas, 1882.
- Parnassius stoliczkanus Felder, 1865.
- Parnassius stubbendorfi Ménétriés, 1849.
- Parnassius szechenyii Frivaldszky, 1886.
- Parnassius tenedius Eversmann, 1851.
- Parnassius tianschanicus Oberthür, 1879.

Selon Catalogue of Life (4 mai 2015) :
Selon ITIS (4 mai 2015) :
- Parnassius behrii W. H. Edwards, 1870
- Parnassius clodius Ménétriés, 1855
- Parnassius eversmanni (Ménétriés), 1850
- Parnassius phoebus (Fabricius, 1793)
- Parnassius smintheus E. Doubleday, 1847

## Statut de protection
Seules trois espèces vivent en Europe : l'Apollon, le Semi-Apollon et le Petit Apollon. Les trois espèces sont protégées en France et figurent sur la liste rouge des insectes de France métropolitaine (arrêté du 23 avril 2007 abrogeant l'arrêté du 22 juillet 1993 fixant la liste des insectes protégés sur le territoire français métropolitain). L'Apollon et le Semi-Apollon ont aussi une protection au niveau européen, ils sont sur la liste des insectes strictement protégés de l'annexe IV de la Directive Habitats du Conseil de l'Europe concernant la conservation des habitats naturels ainsi que de la faune et de la flore sauvages du 21 mai 1992.

## Galerie

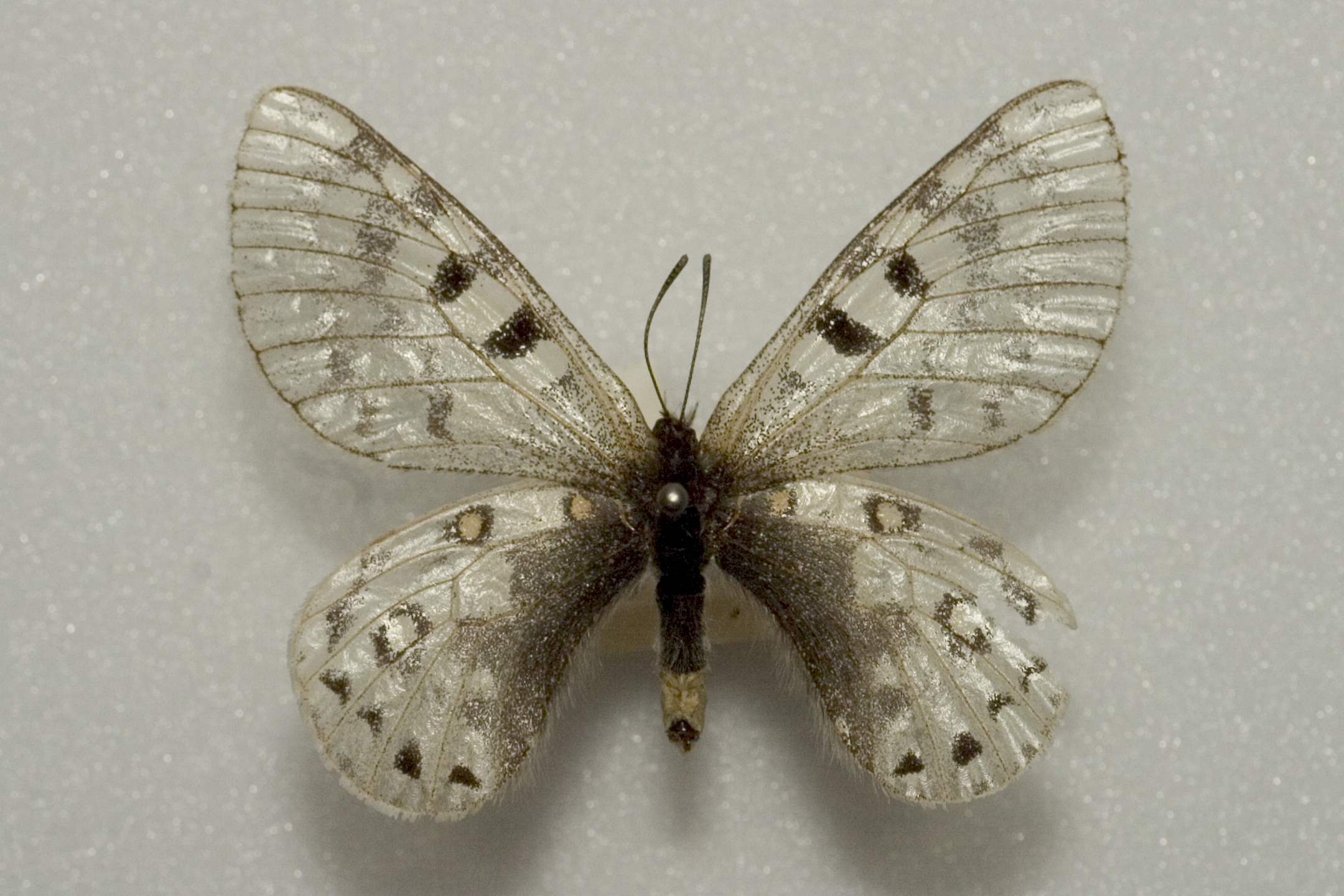
Parnassius acco
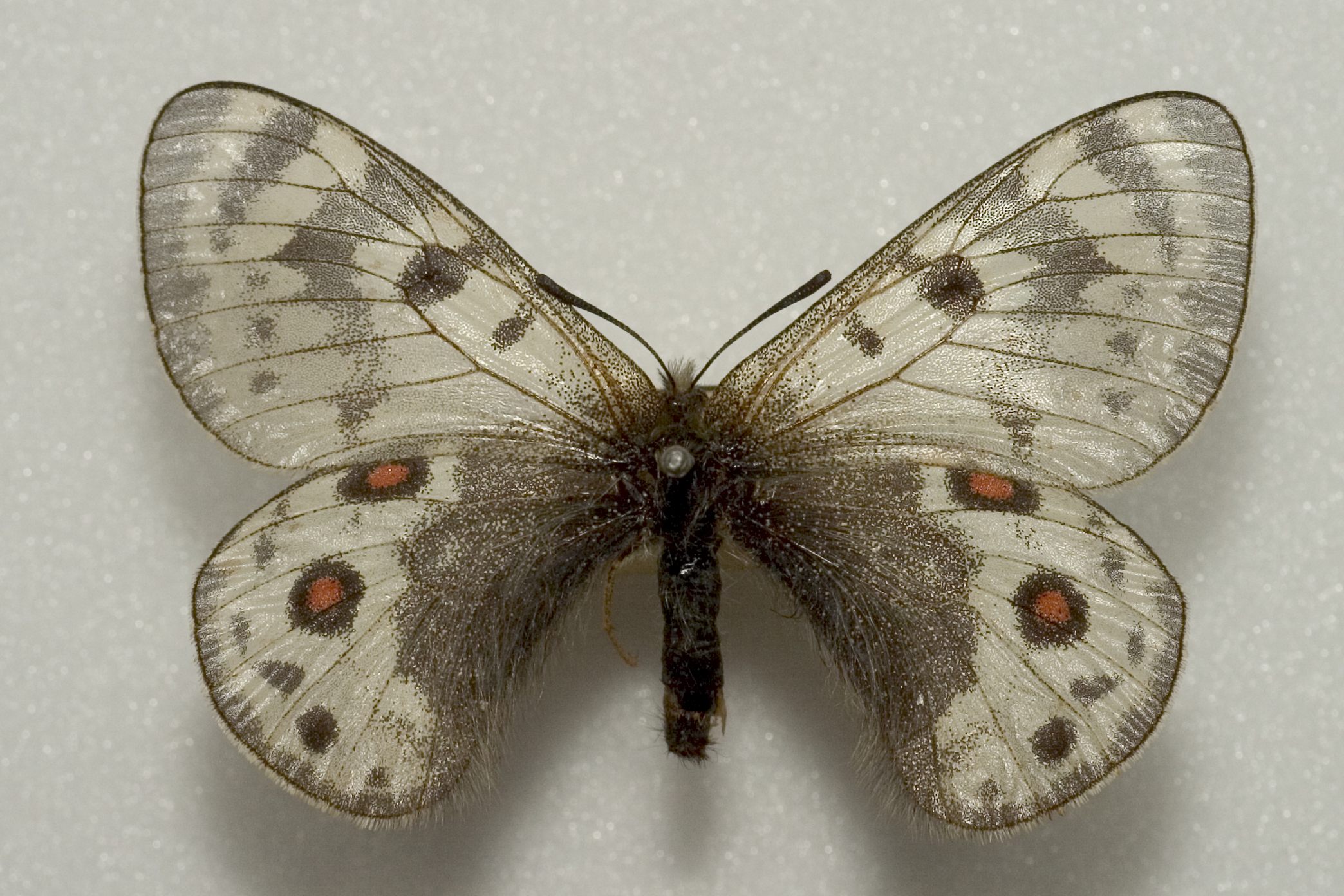
Parnassius acdestis
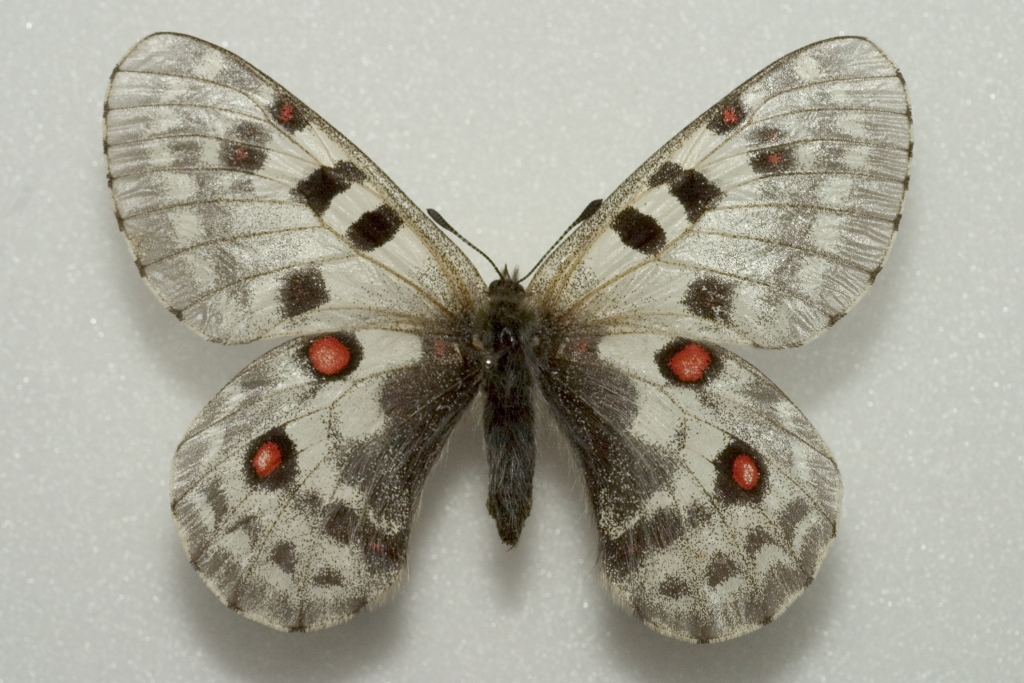
Parnassius actius
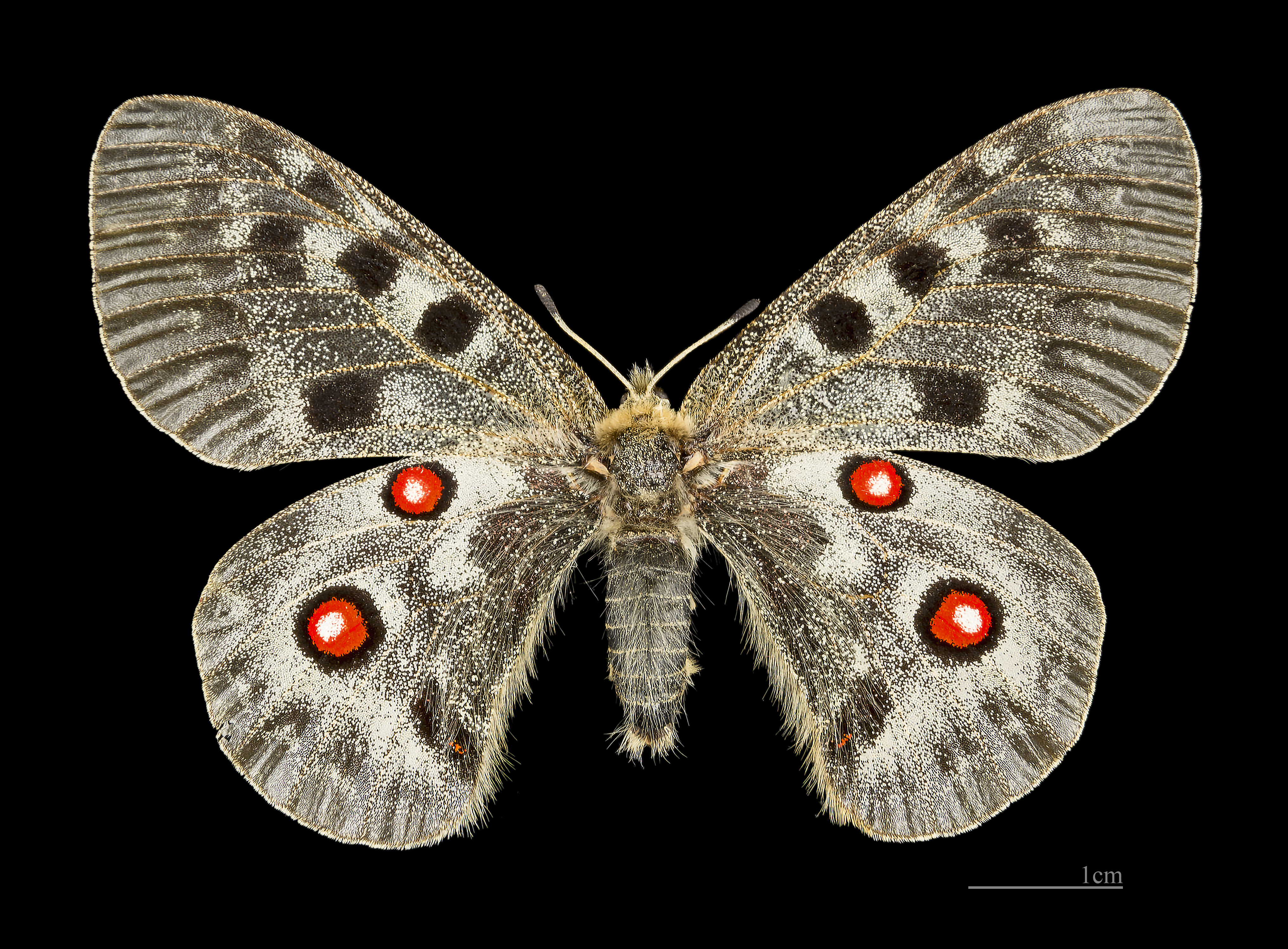
Parnassius apollo ♀ MHNT
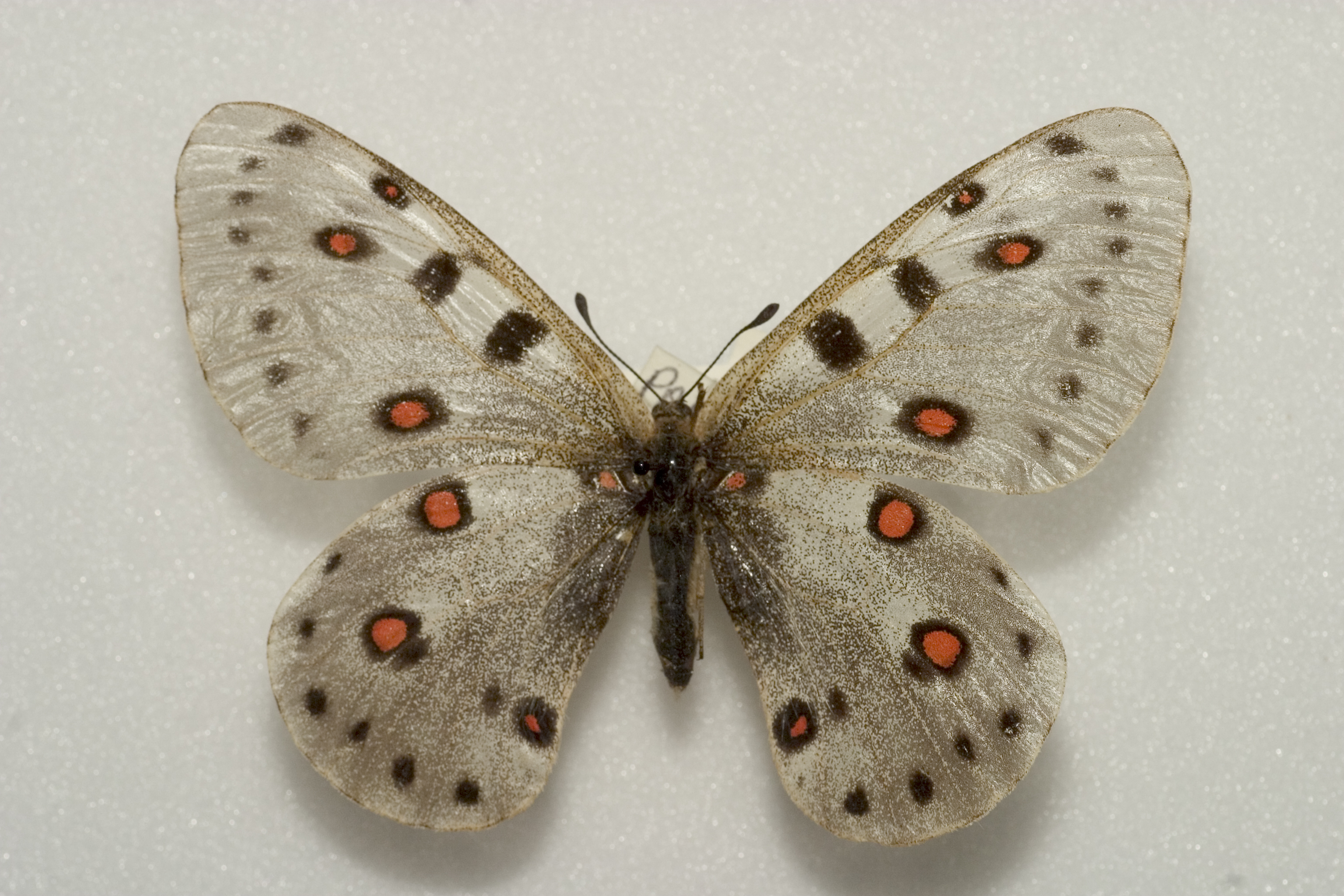
Parnassius apollonius
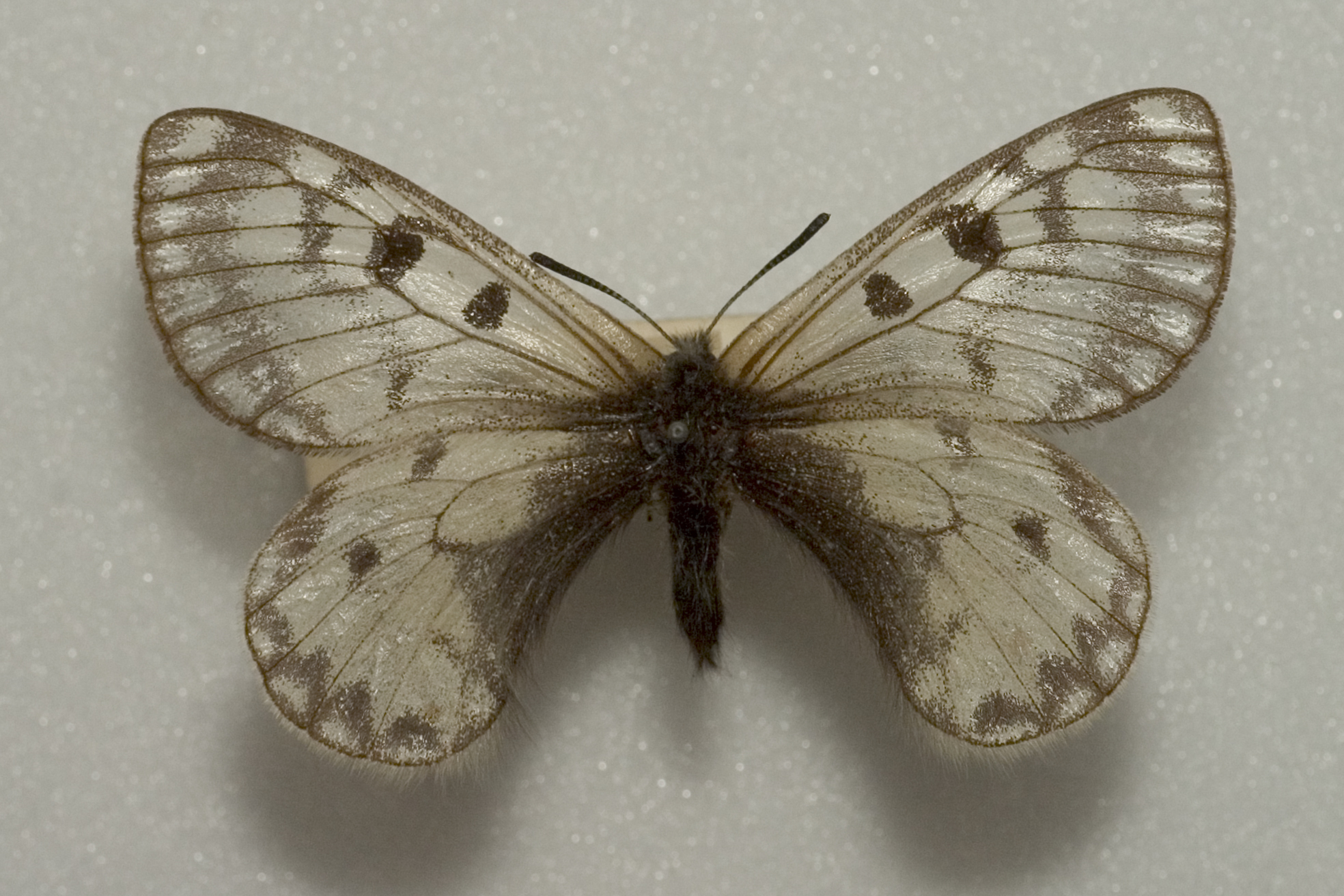
Parnassius boedromius
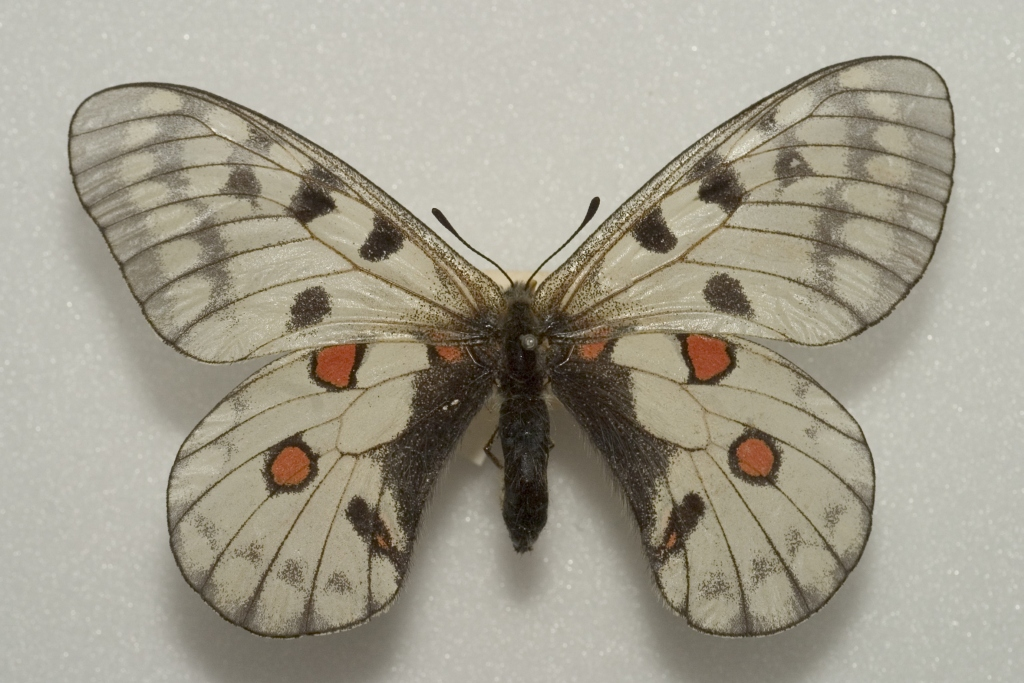
Parnassius bremeri
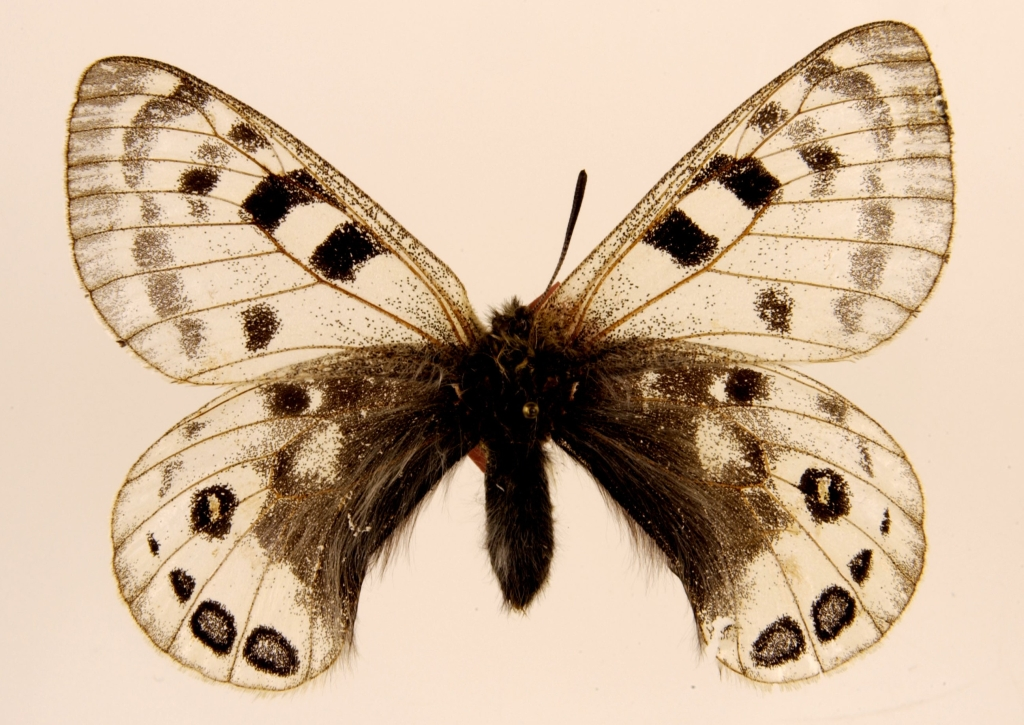
Parnassius cephalus
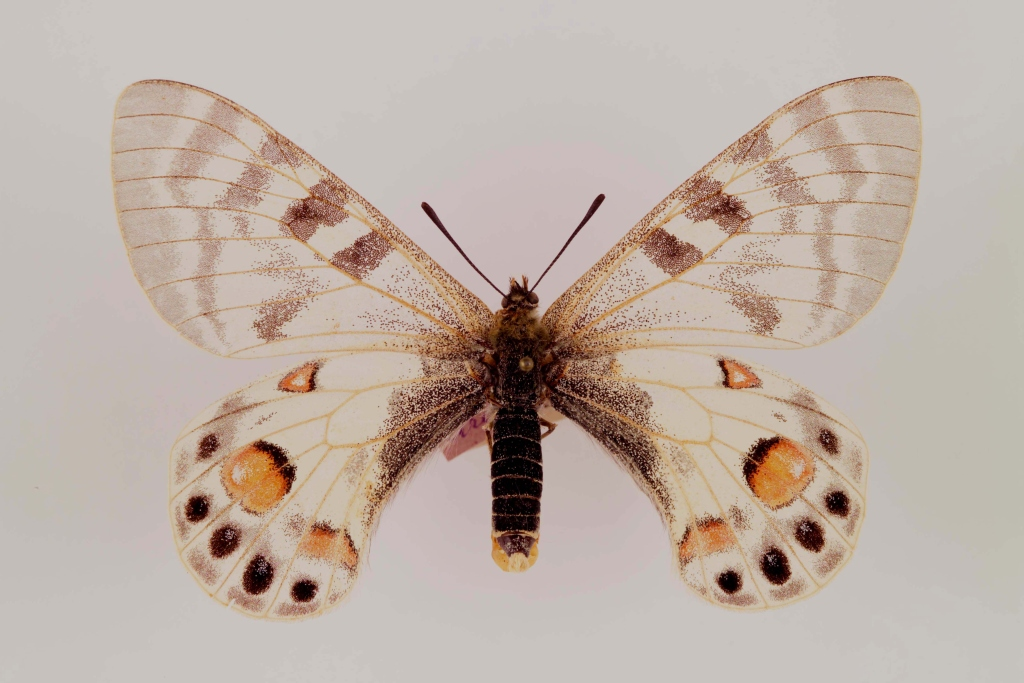
Parnassius charltonius ♀
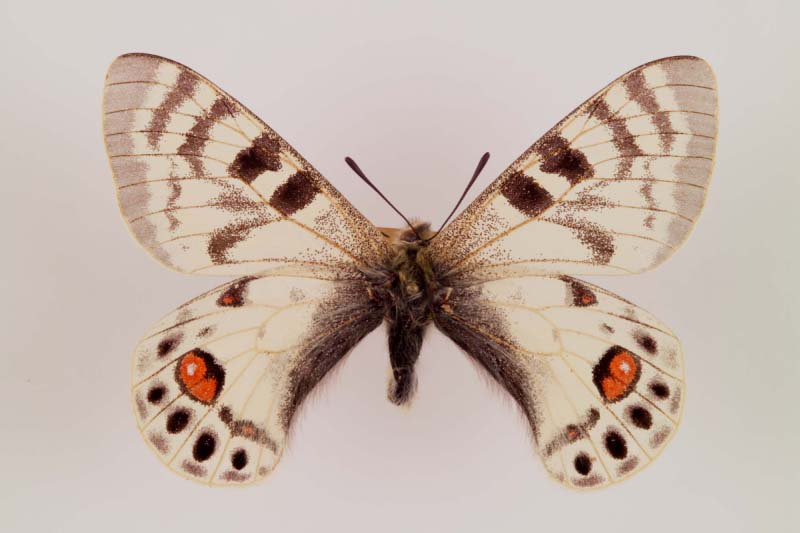
Parnassius charltonius
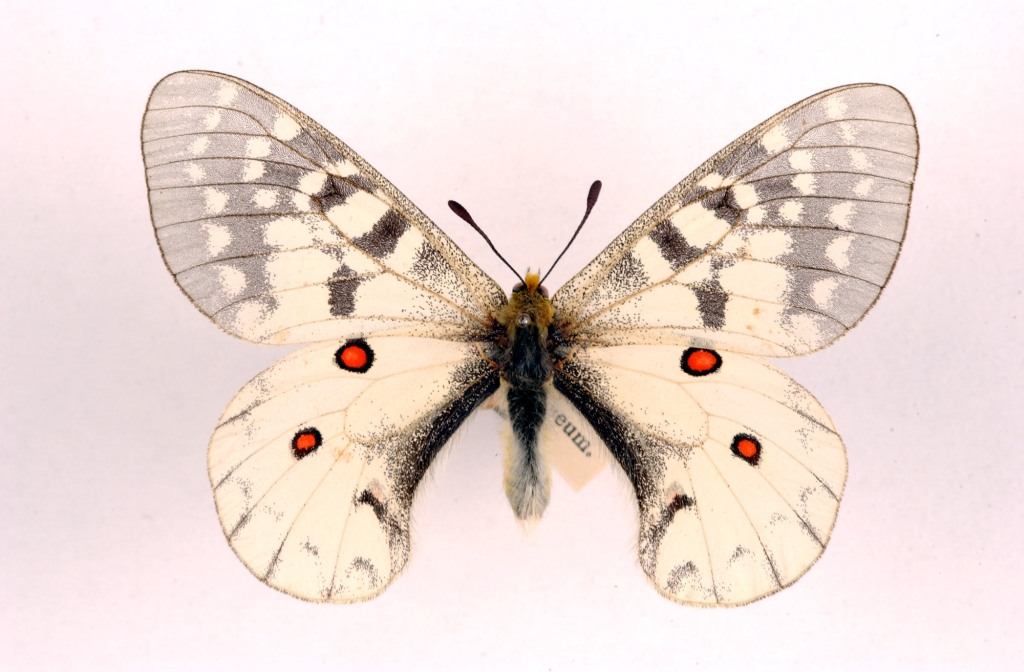
Parnassius clodius
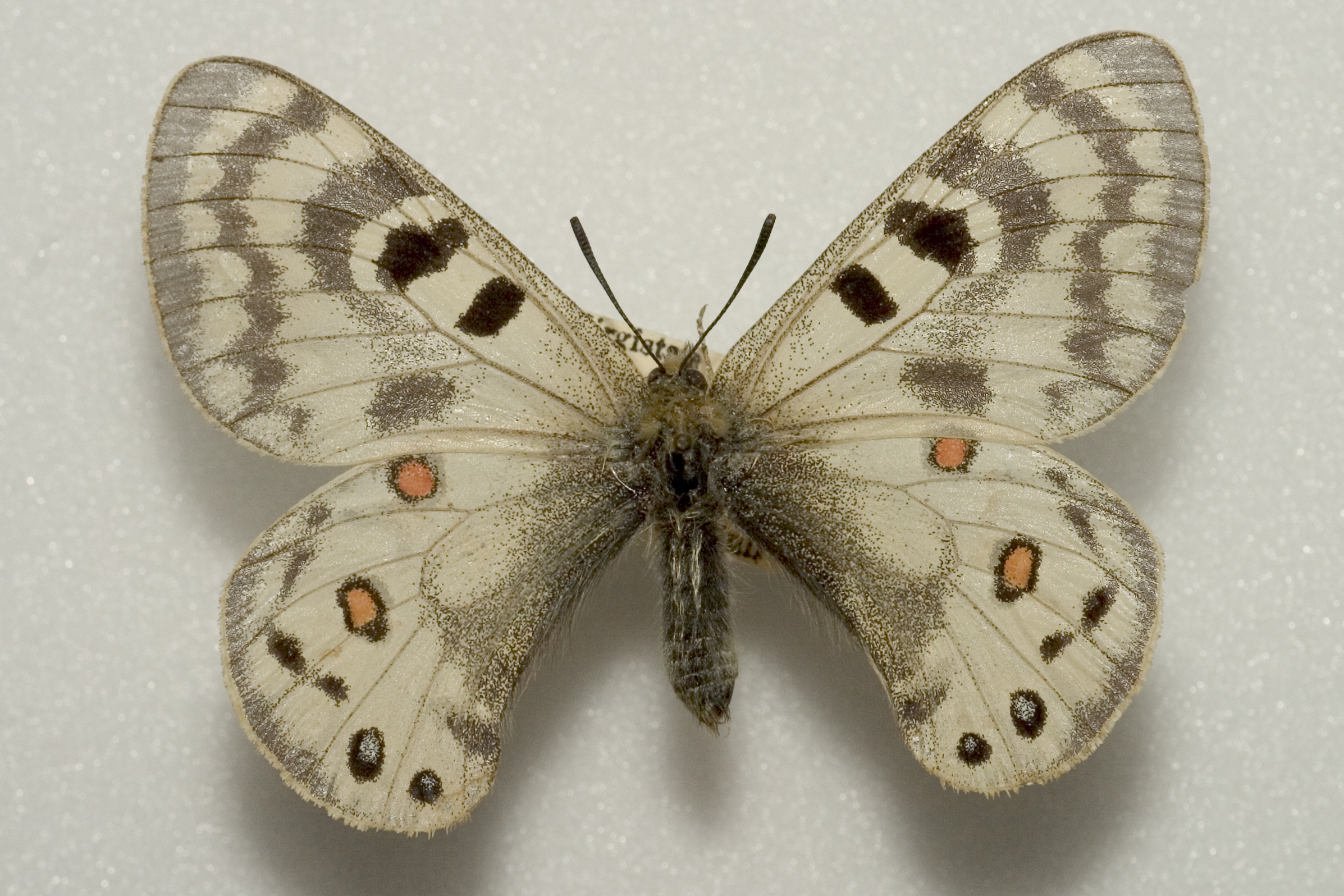
Parnassius delphius maximinus
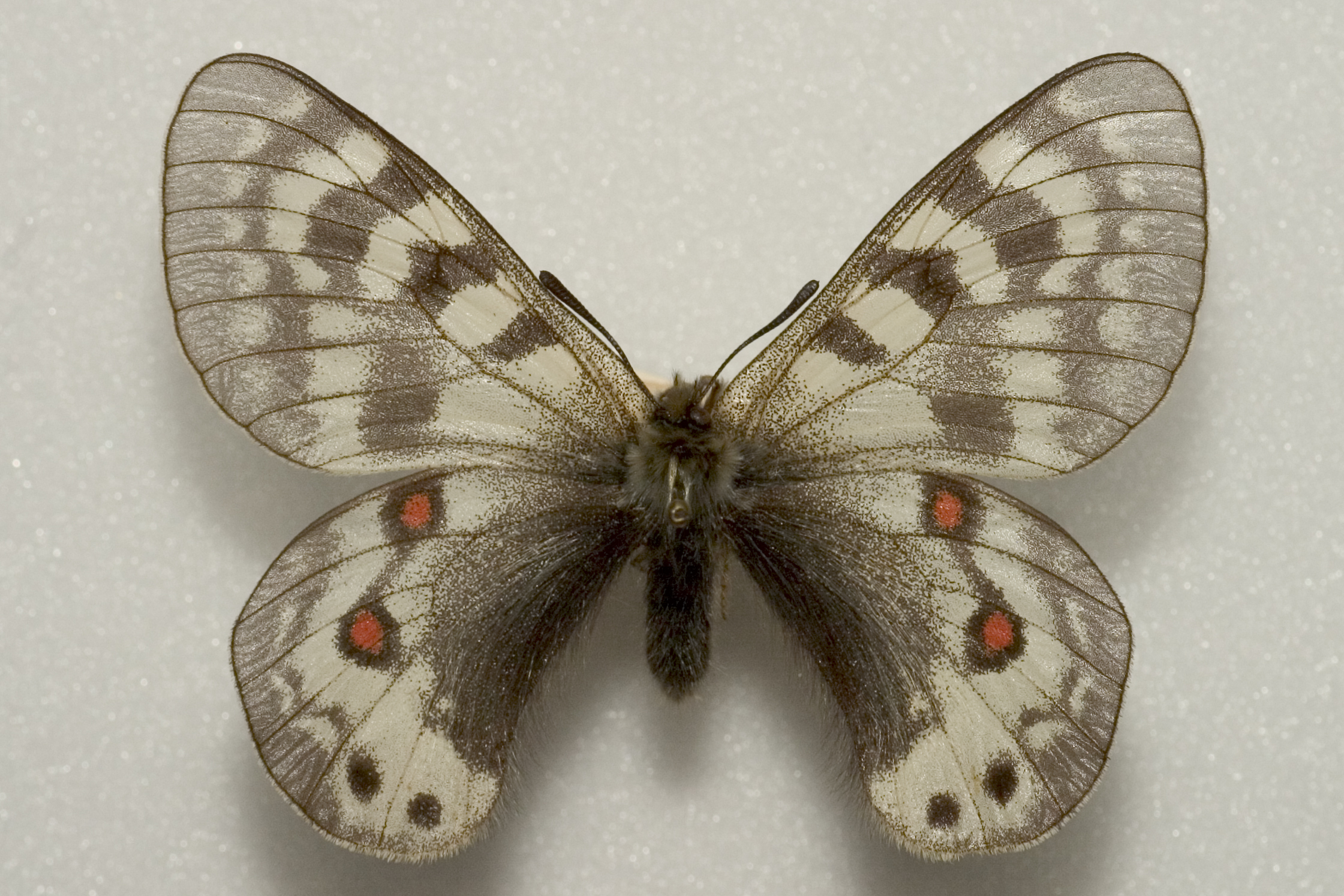
Parnassius delphius infernalis
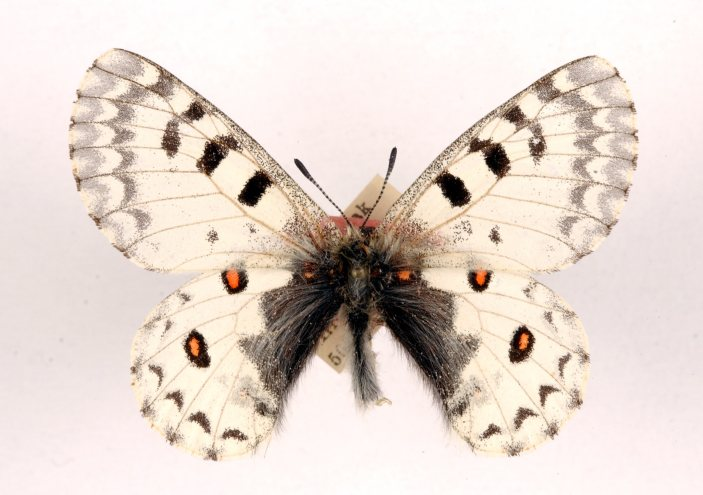
Parnassius epaphus
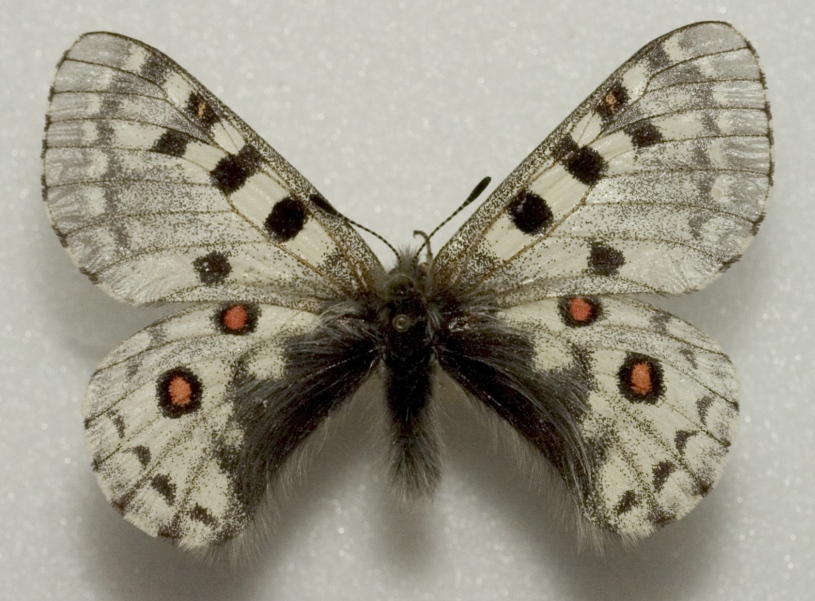
Parnassius epaphus abruptus
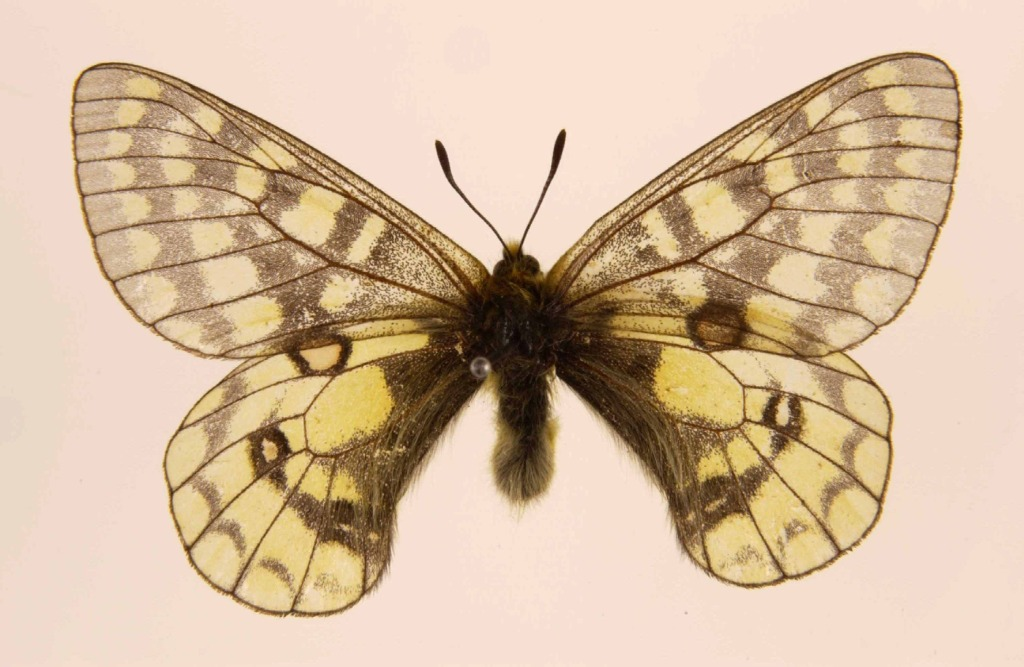
Parnassius eversmanni
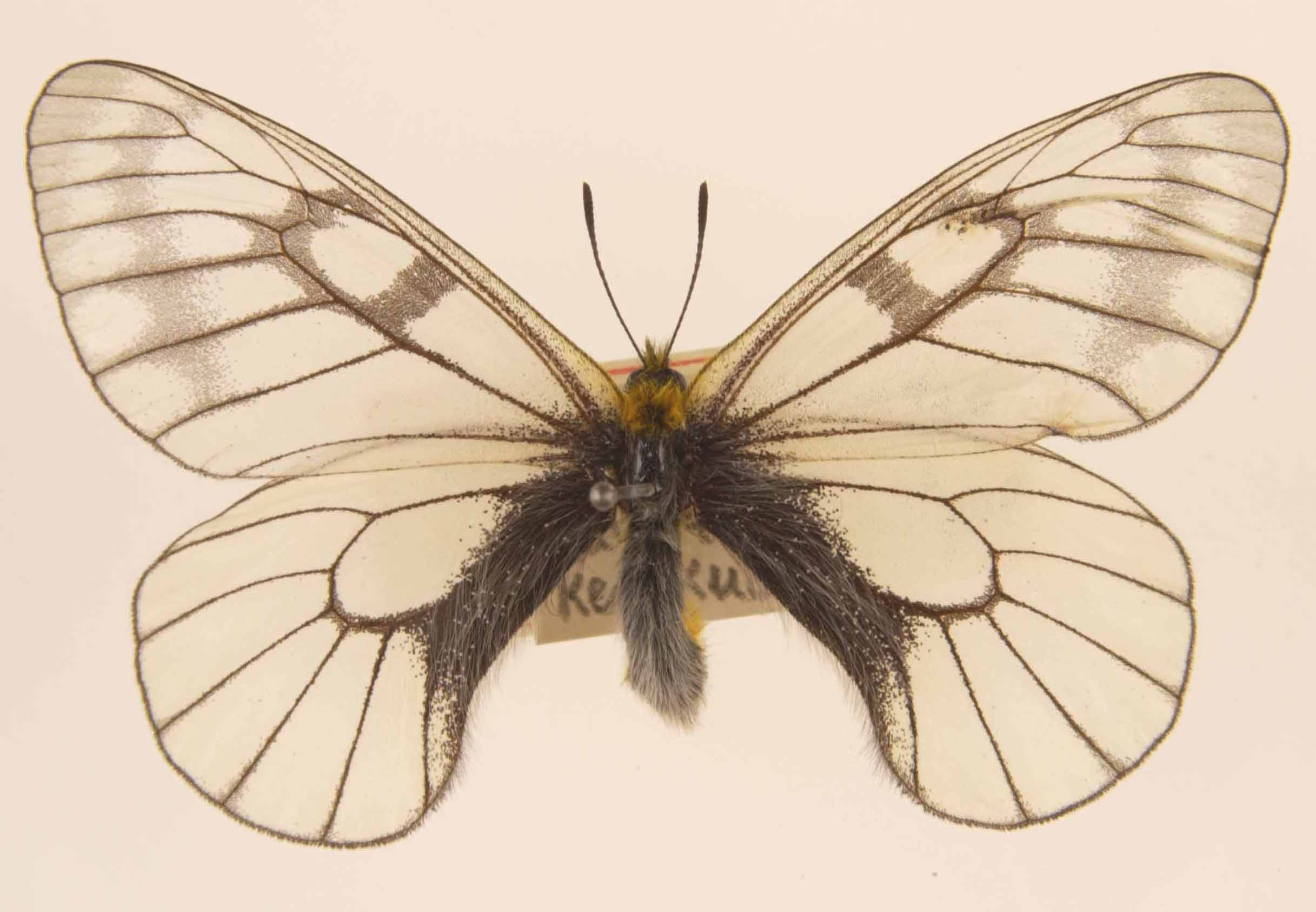
Parnassius glacialis
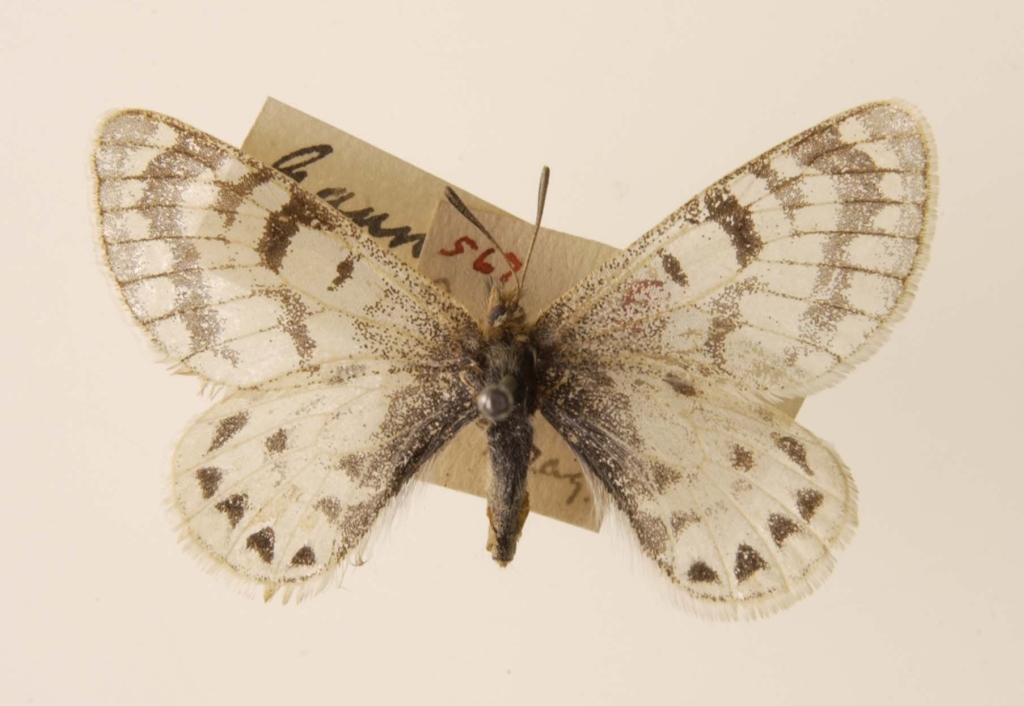
Parnassius hannyngtoni
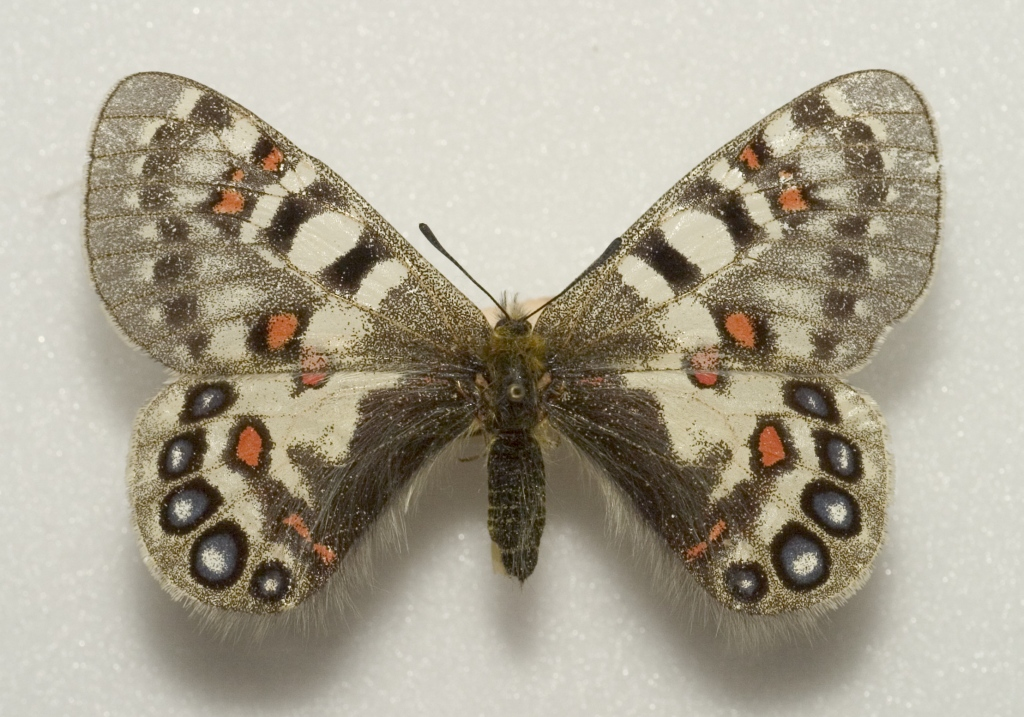
Parnassius hardwickii
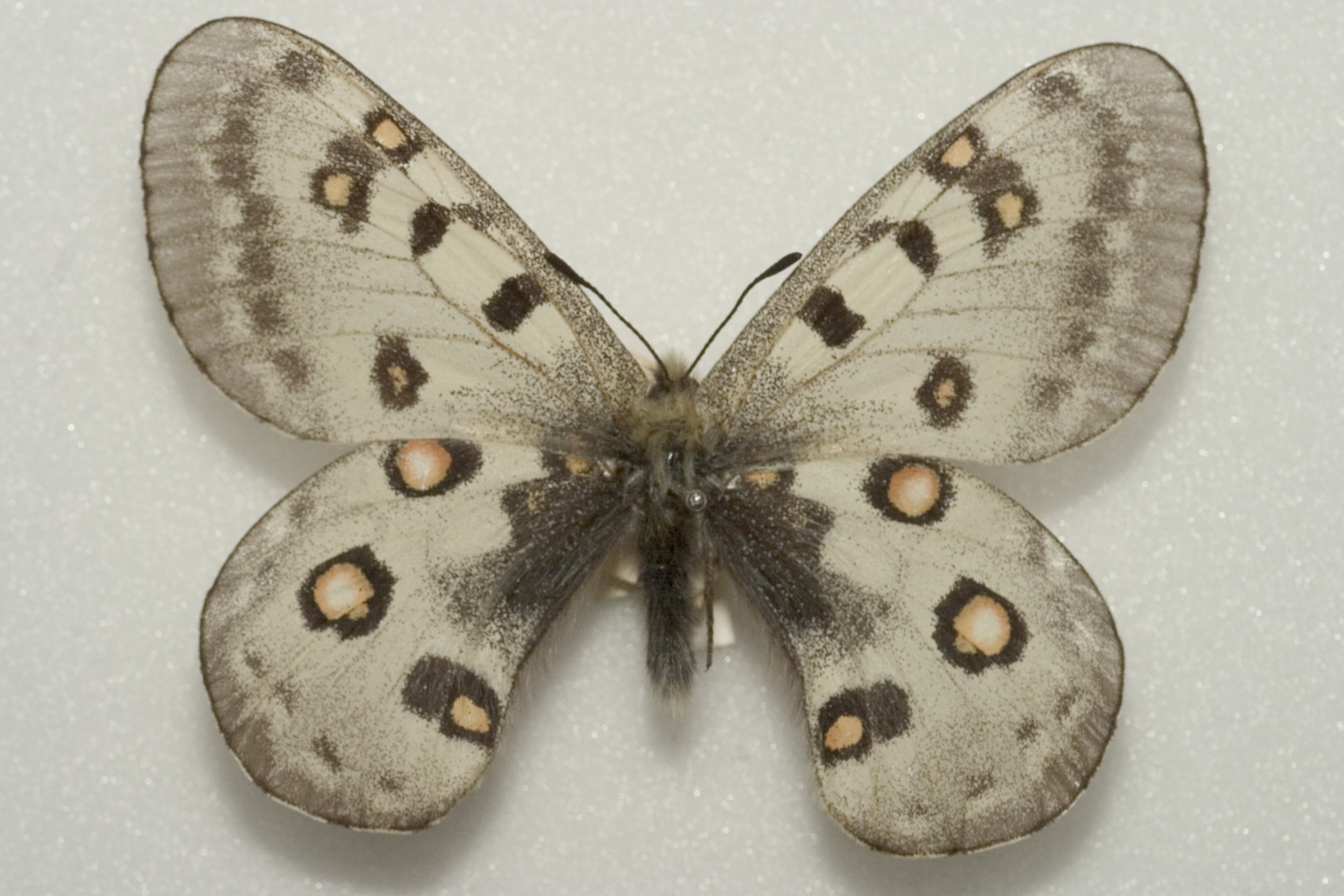
Parnassius honrathi
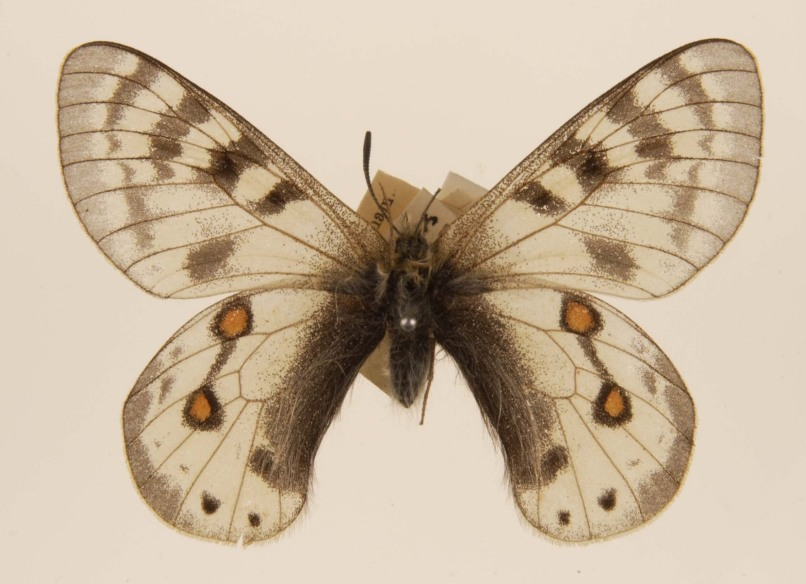
Parnassius hunza
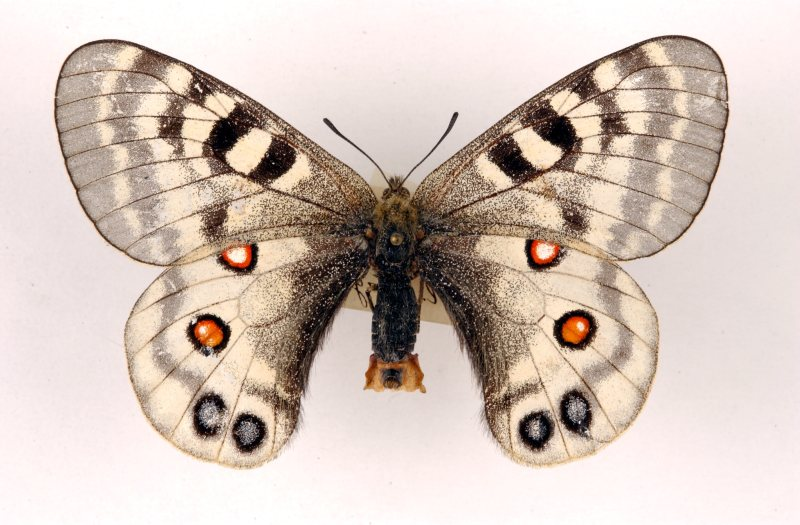
Parnassius imperator
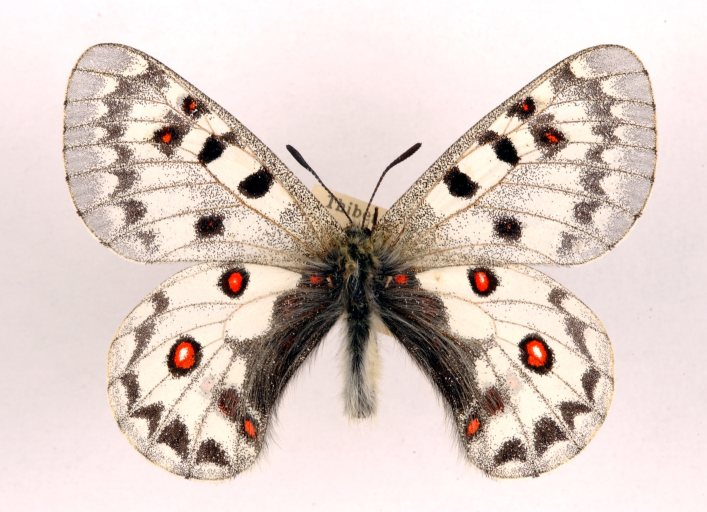
Parnassius jacquemontii
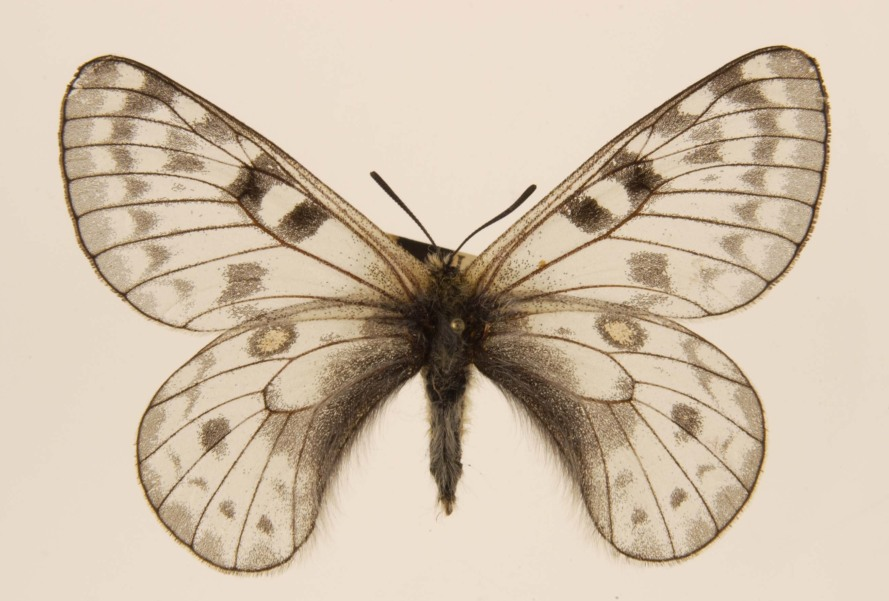
Parnassius maharaja
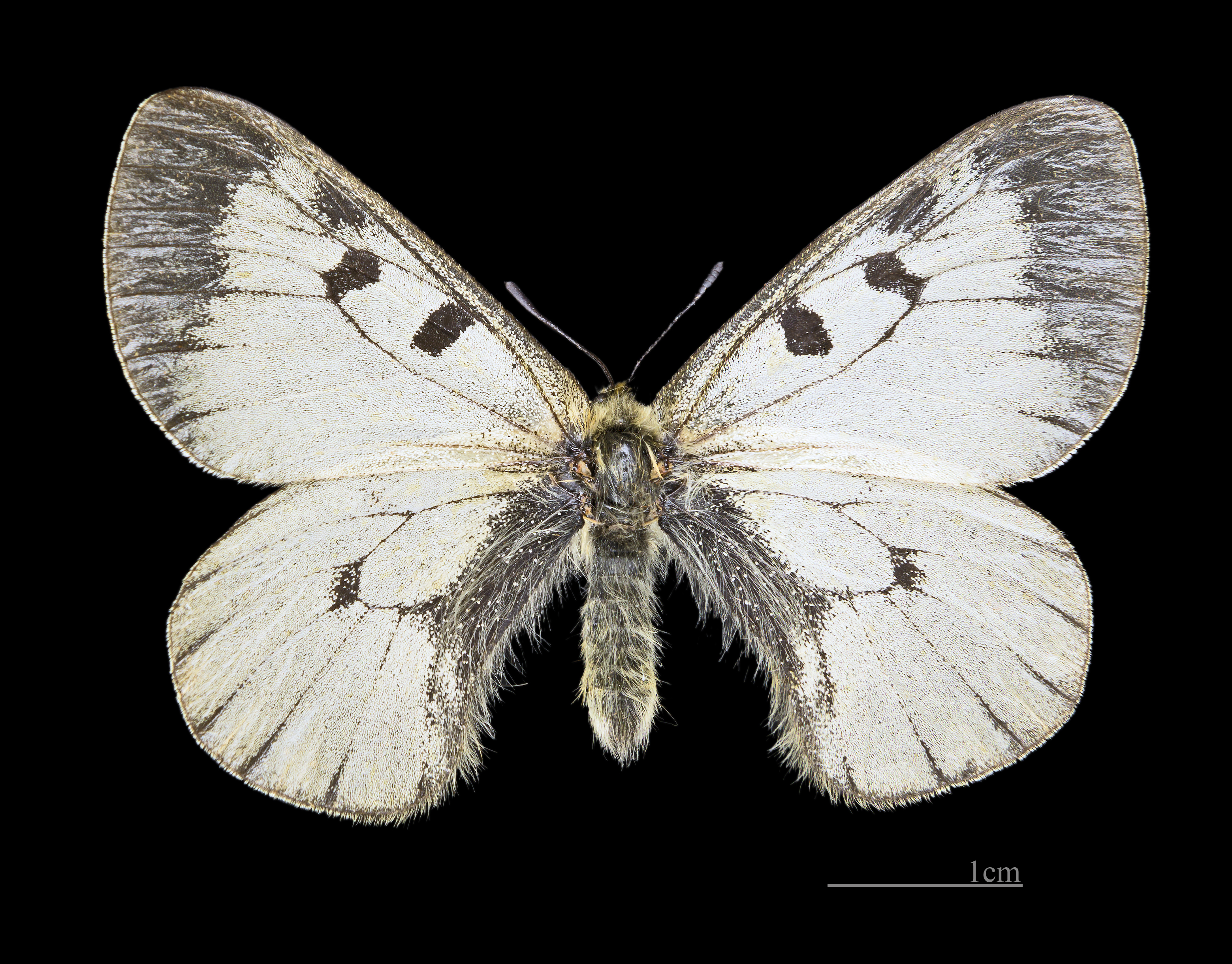
Parnassius mnemosyne ♀ MHNT
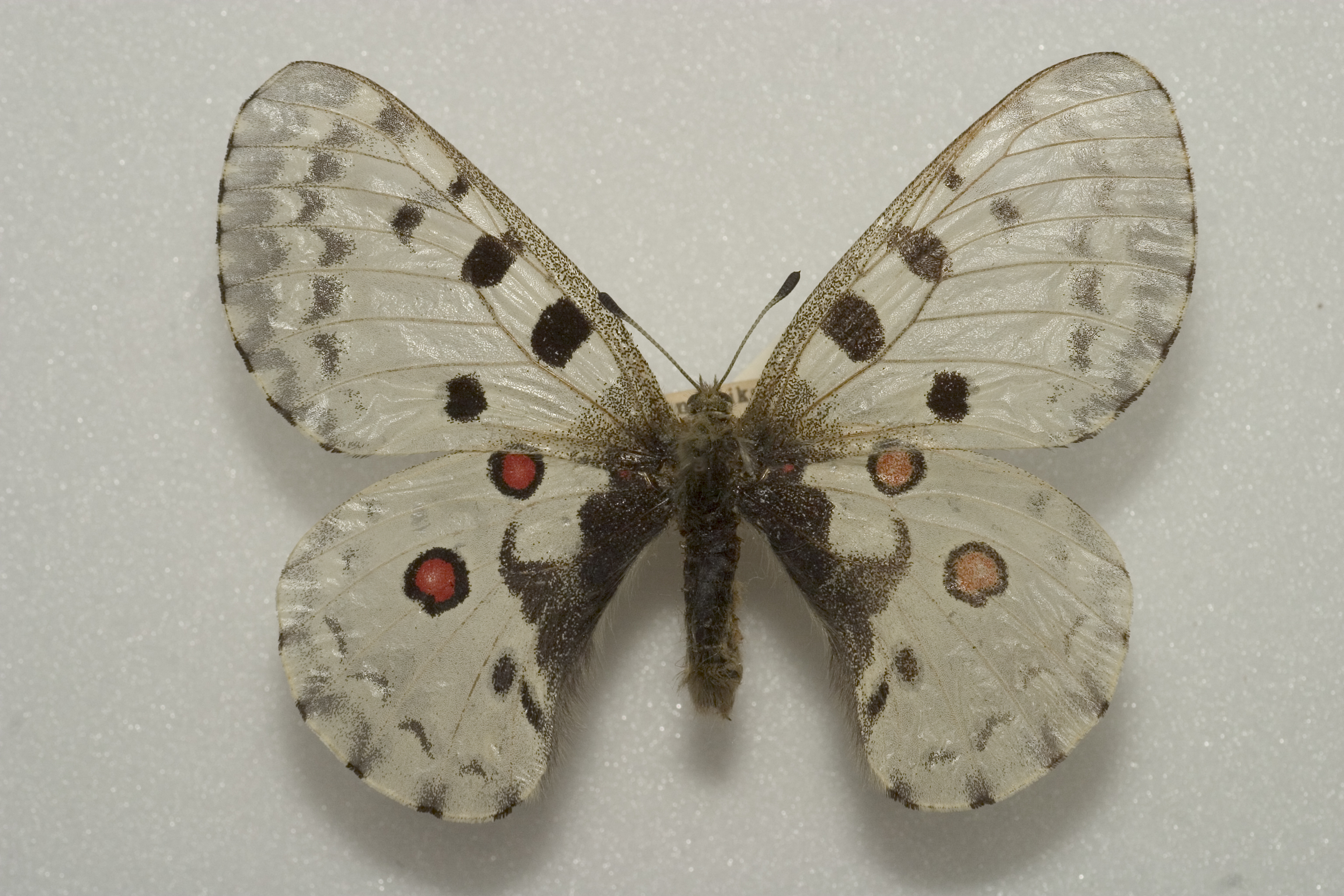
Parnassius nomion
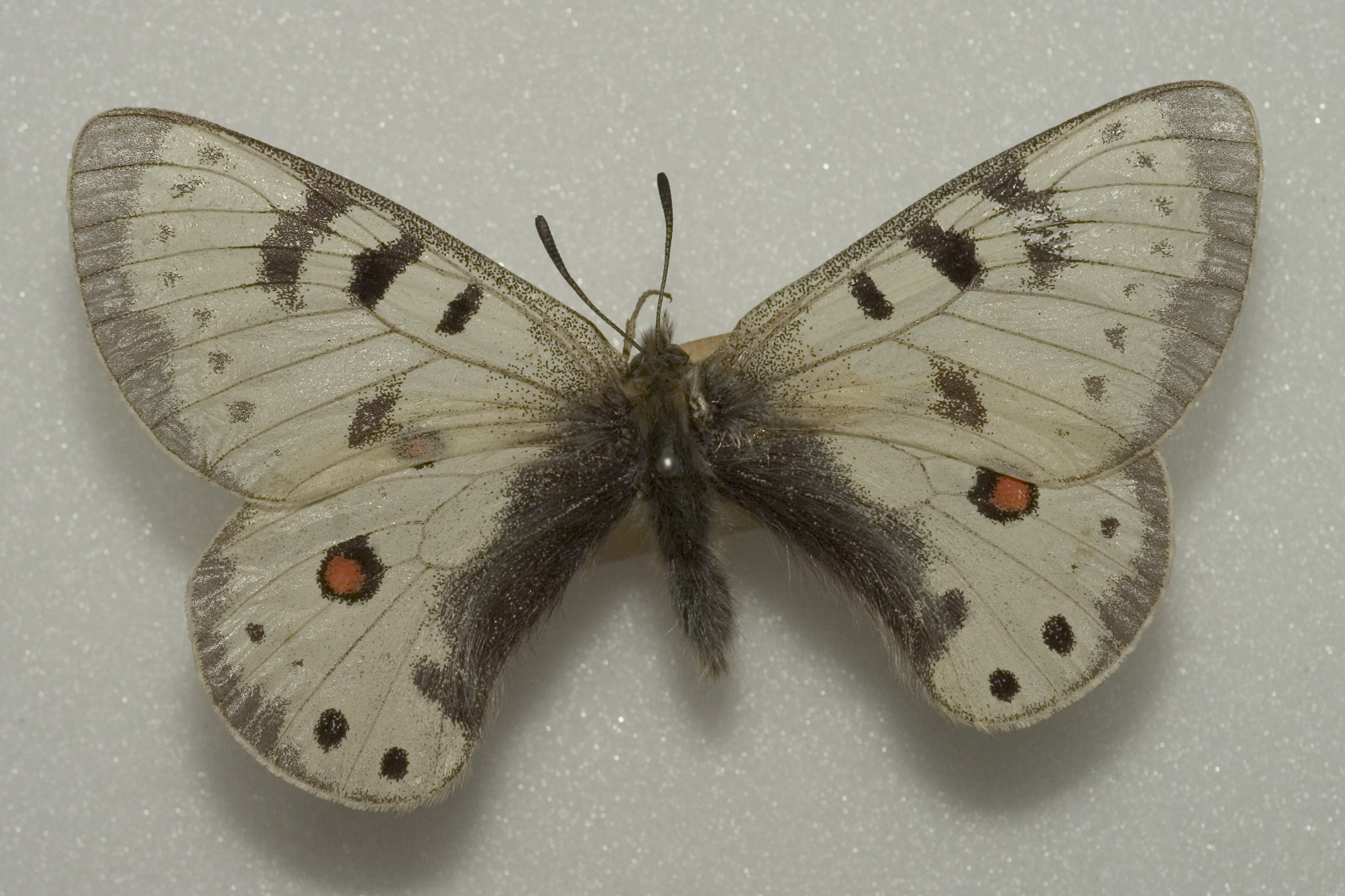
Parnassius nordmanni
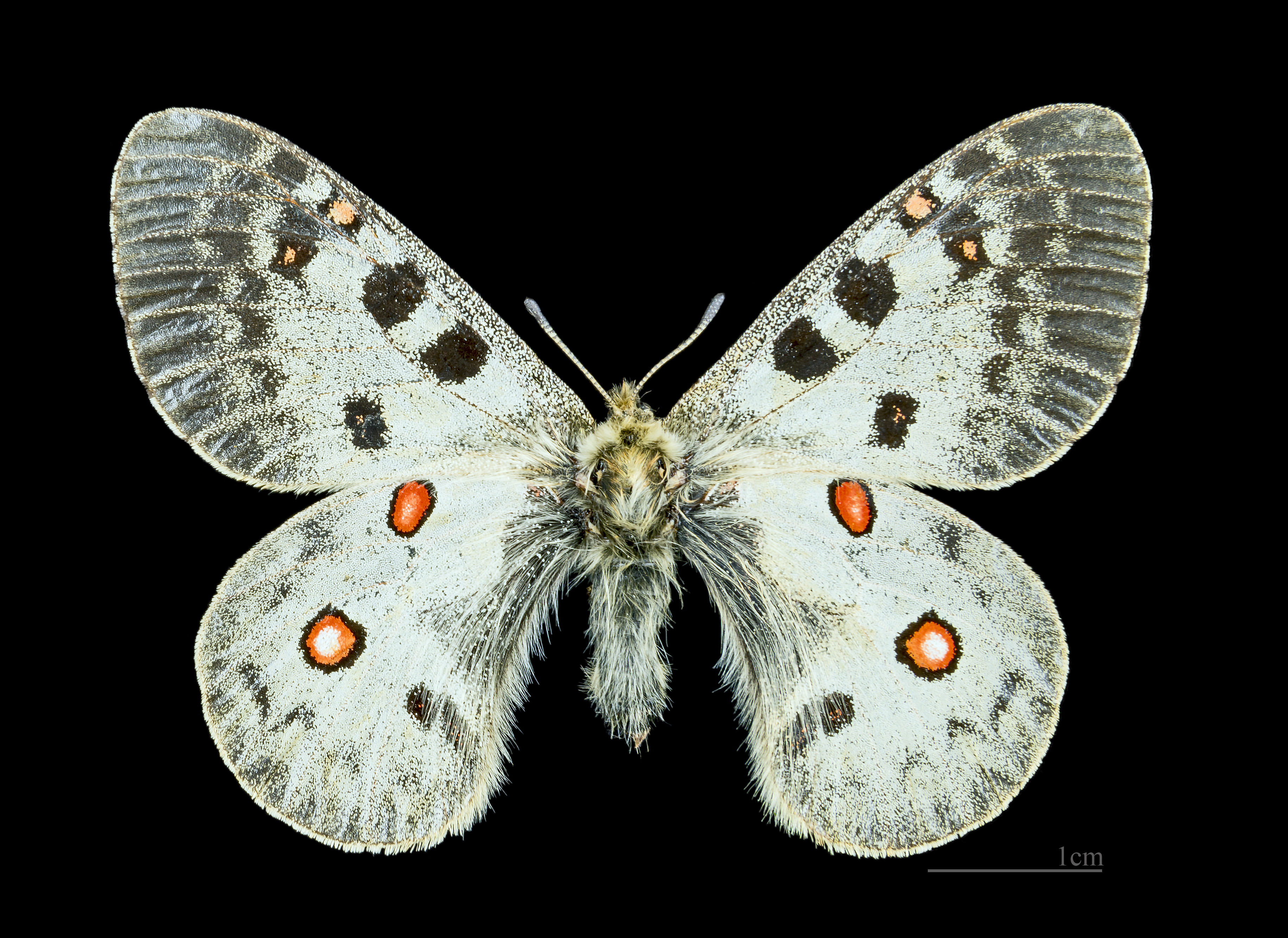
Parnassius phoebus♀ MHNT
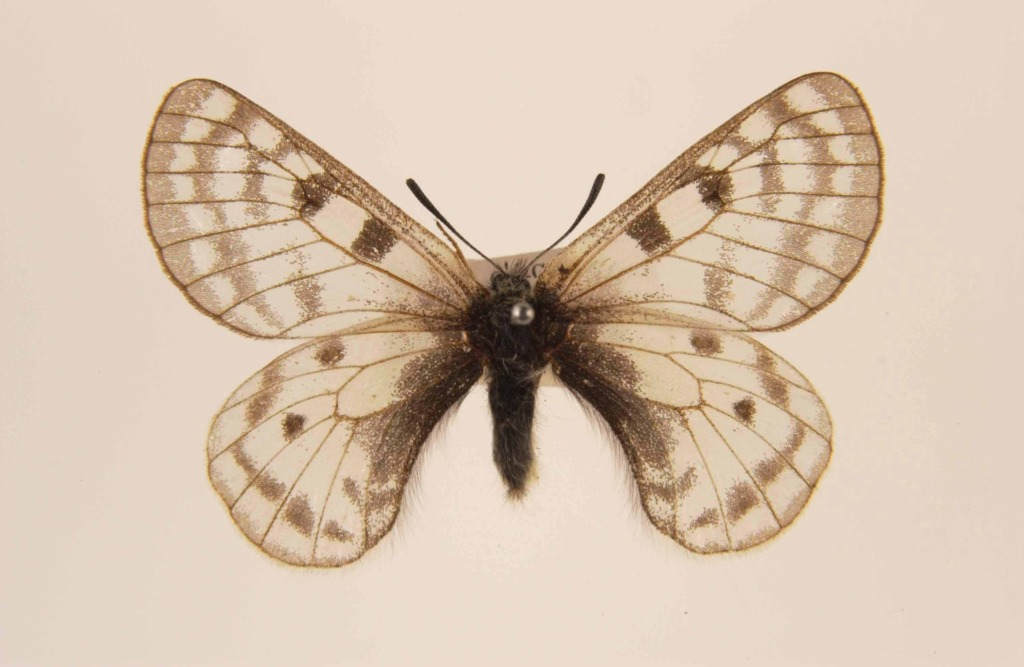
Parnassius simonius
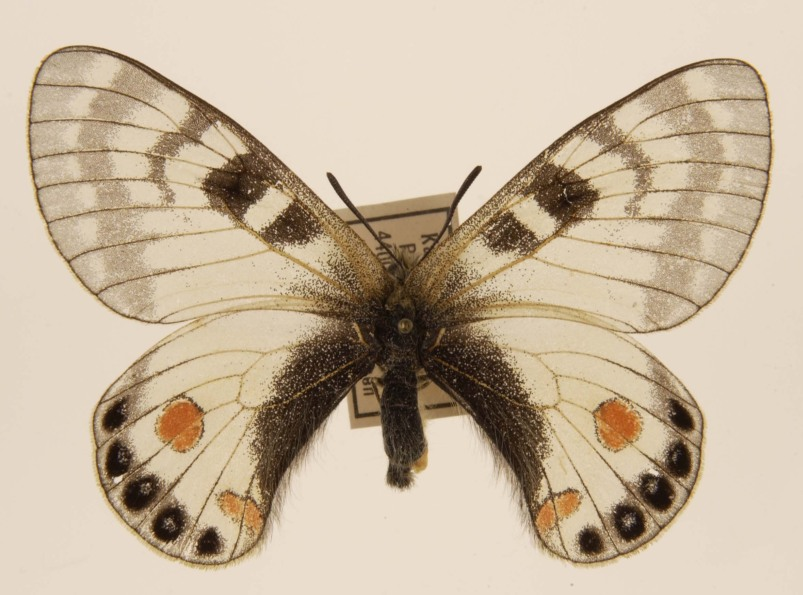
Parnassius stoliczkanus nicevilli
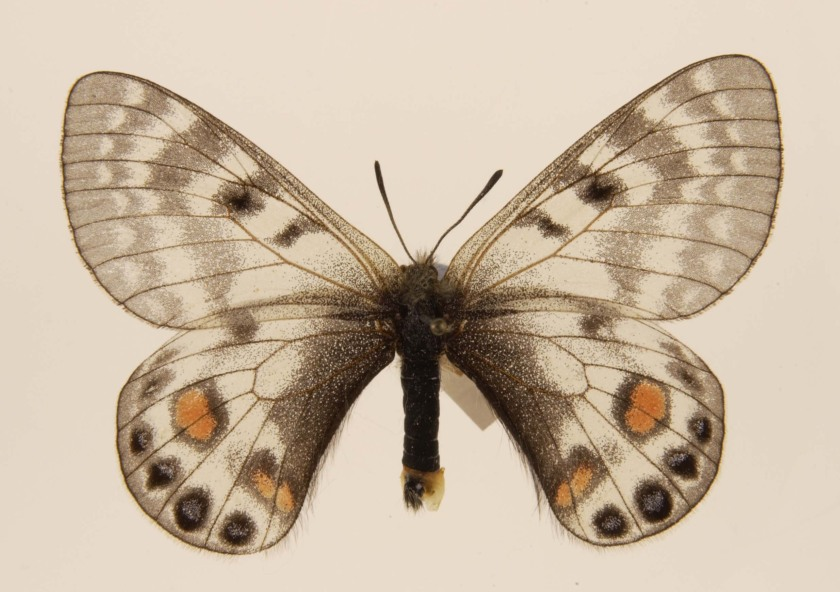
Parnassius stoliczkanus atkinsonii
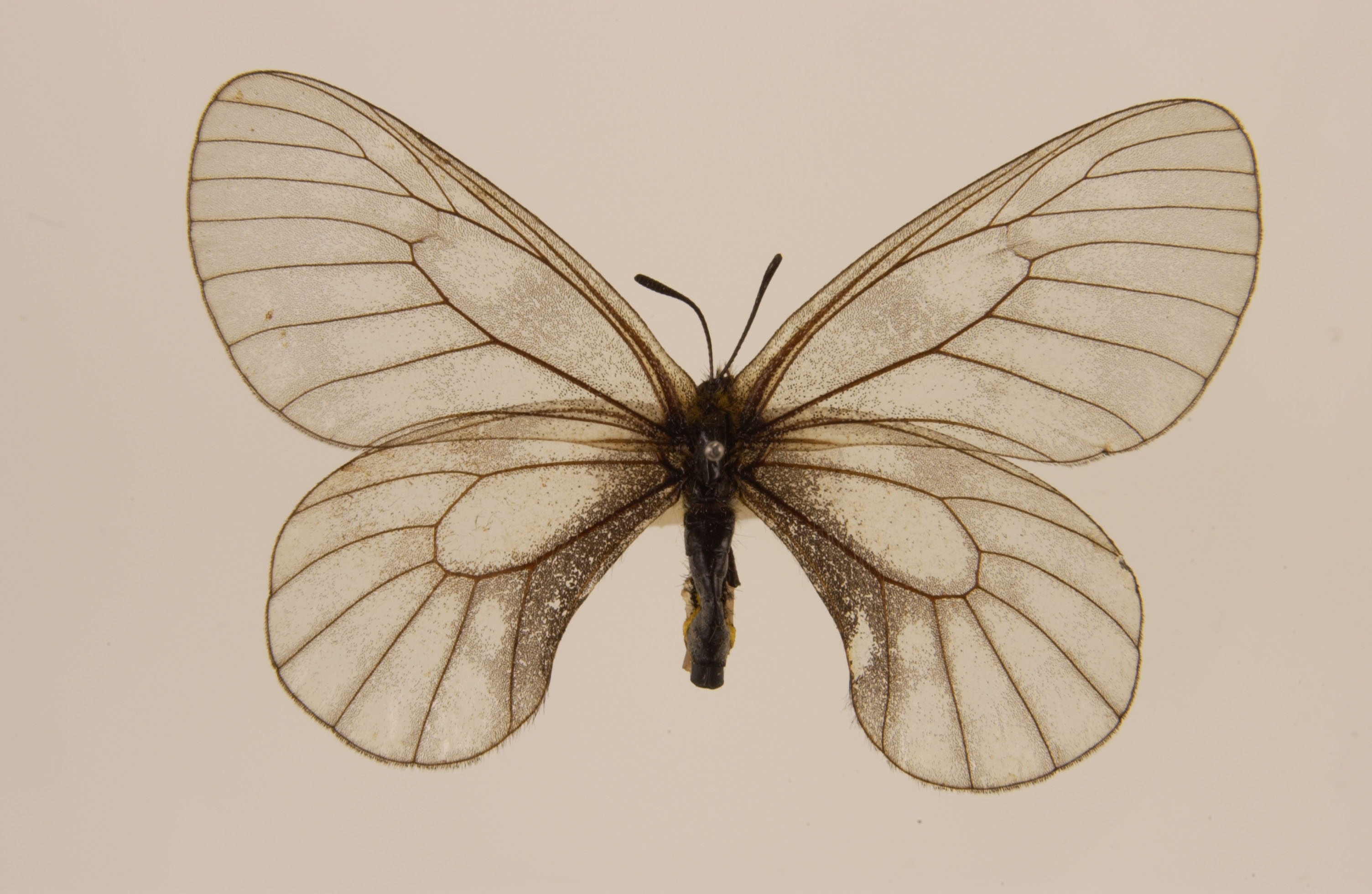
Parnassius stubbendorfi
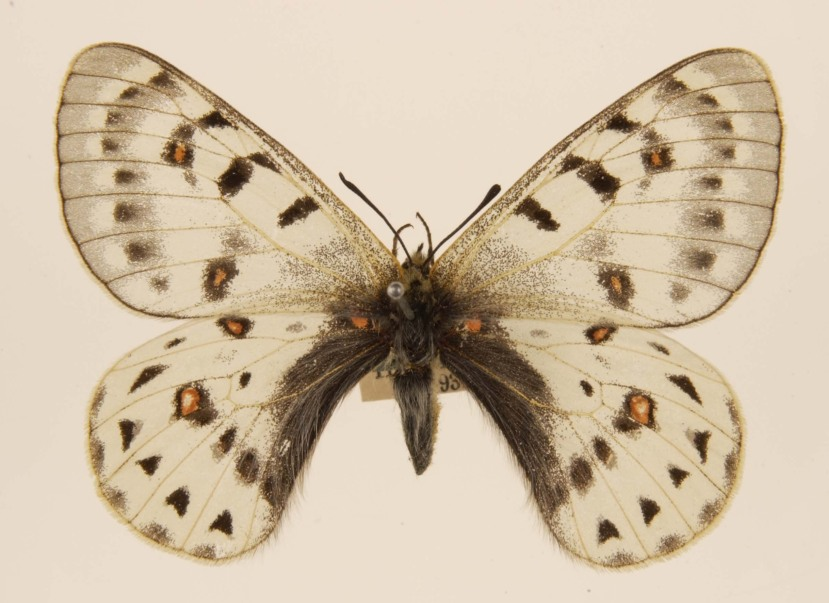
Parnassius tenedius